# Lucía Jiménez (Schauspielerin)

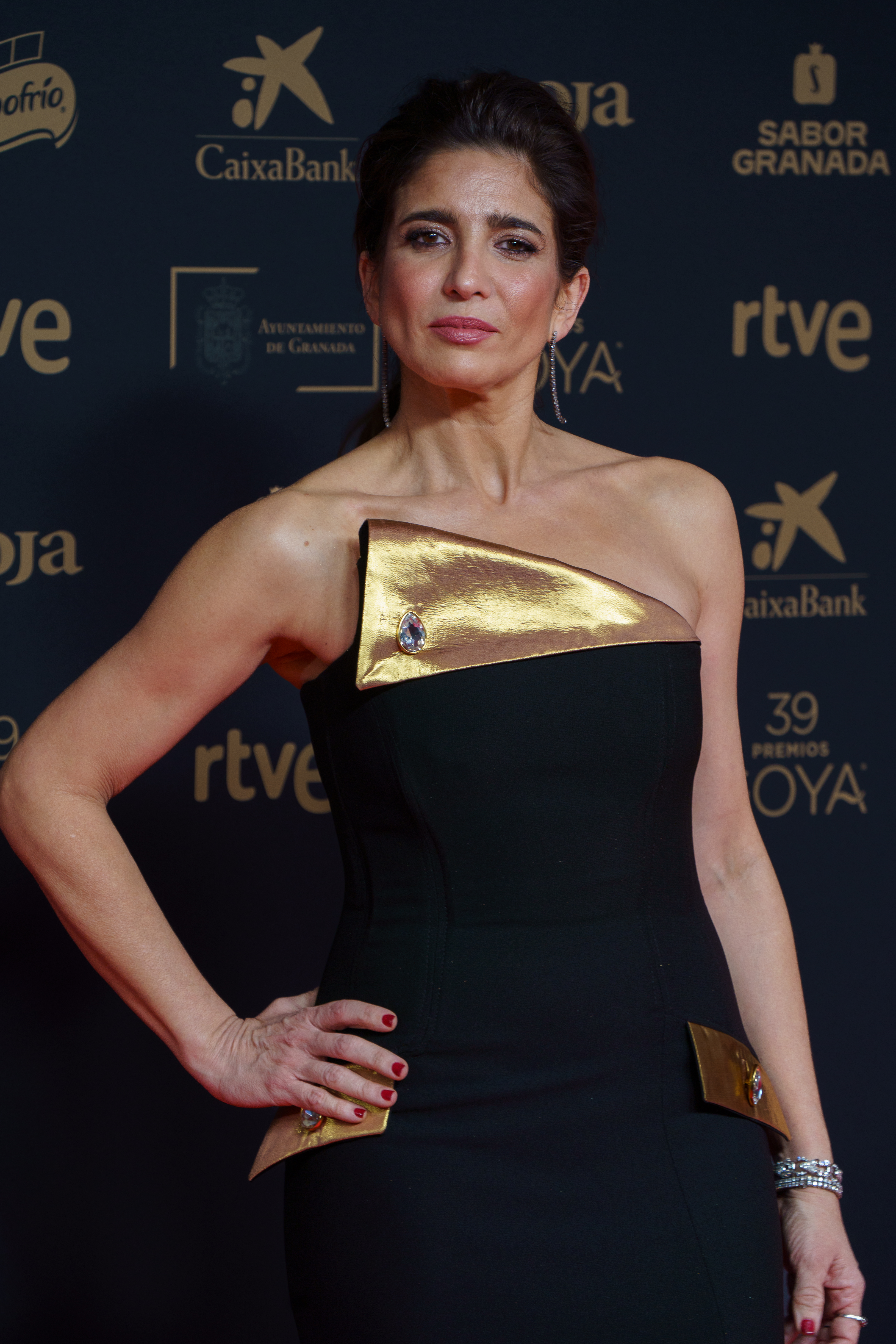
Lucía Jiménez beim Goya 2025

Lucía Jiménez (* 21. November 1978 in Segovia) ist eine spanische Schauspielerin.

## Leben
Ihre erste Rolle hatte sie 1996 in La buena vida von David Trueba. Für diesen Film war sie bei der Goya-Verleihung 1997 als „Beste Nachwuchsdarstellerin“ nominiert. Ihre Popularität verdankt sie der Fernsehserie Al salir de clase, bei der sie zwischen 1997 und 1999 die „Silvia Castro“ verkörperte.
Danach spielte sie Nebenrollen in einer Vielzahl von Serien und Filmen. Ab 2008 spielte sie als „Encarna Alcántara Prieto“ in der Drama-Serie La señora. 2010 wirkte sie als „Athene“ im TV-Zweiteiler Ben Hur. Ab 2019 verkörperte sie „Irene“ in der Seifenoper Amar en tiempos revueltos.

## Privatleben
Sie ist seit 2008 mit dem Schauspieler Benito Sagredo verheiratet. Das Paar hat drei Kinder.

## Filmografie
- 1996: La buena vida
- 1997–1999: Al salir de clase (Fernsehserie, 107 Folgen)
- 1998: El olor del vientre (Kurzfilm)
- 1998: No se lo digas a nadie
- 1998: Una pareja perfecta
- 2000: Mi abuelo es un animal (Kurzfilm)
- 2000: The Art of Dying – Die Kunst zu sterben (El arte de morir)
- 2000: Tinta Roja
- 2000: Kashbah
- 2001: Estés donde estés (Kurzfilm)
- 2001: La caída del imperio (Kurzfilm)
- 2001: Silencio Roto
- 2002: El refugio del mal
- 2002: Mantis (Kurzfilm)
- 2003: Ilegal
- 2003: Jugar a matar (Fernsehfilm)
- 2004: El atraco
- 2004: Mujeres infieles
- 2004: Anatomie des Grauens (Occhi di cristallo)
- 2004: El cruce (Fernsehfilm)
- 2005: Los dos lados de la cama
- 2005: Flores para Lulú
- 2006: Pobre juventud
- 2006: Dos (laberinto de espejos)
- 2006: Die Borgias (Los Borgia)
- 2006: Das Kovak Labyrinth (The Kovak Box)
- 2007: Café solo o con ellas
- 2007: El club de los suicidas
- 2007: Hidden Camera (Fernsehfilm)
- 2008–2010: La señora (Fernsehserie, 39 Folgen)
- 2008: Projekt 2 (Proyecto Dos)
- 2008: Cosas insignificantes
- 2008: Sangre de mayo
- 2008: Cazadores de hombres (Fernsehserie, Folge 1x03)
- 2010: Ben Hur (Zweiteiler)
- 2011–2019: 14 de abril. La República (Fernsehserie, 19 Folgen)
- 2011: Tarde de fútbol (Kurzfilm)
- 2012: Vecinas (Kurzfilm)
- 2014: Alatriste (Fernsehserie, 13 Folgen)
- 2014: La Parada (Kurzfilm)
- 2015: Mit Dolch und Degen (Las aventuras del Capitán Alatriste) (Fernsehserie, 13 Folgen)
- 2016: El signo de Caronte
- 2016: La sonata del silencio (Fernsehserie, 9 Folgen)
- 2017: Apaches (Fernsehserie, 9 Folgen)
- 2018: Casi 40
- 2019: Hospital Valle Norte (Fernsehserie, 10 Folgen)
- 2019–2020: Amar en tiempos revueltos (Fernsehserie, 252 Folgen)
- 2020: #Luimelia  (Fernsehserie, Folge 2x03)
- 2021: El Niño Dios
- 2021: Madres. Amor y vida (Fernsehserie, 8 Folgen)
- 2022: Desaparecidos (Fernsehserie, 6 Folgen)
- 2022: El Signo
- 2023: Pollos sin cabeza (Fernsehserie, 2 Folgen)
- 2023: El Niño Dios
- 2024: El cuento del lobo
- 2024: Ángela (Fernsehserie)